# Municipio de Bell (condado de Clearfield)
El municipio de Bell (en inglés: Bell Township) es un municipio ubicado en el condado de Clearfield en el estado estadounidense de Pensilvania. En el año 2000 tenía una población de 825 habitantes y una densidad poblacional de 5.6 personas por km².

## Geografía
El municipio de Bell se encuentra ubicado en las coordenadas 40°54′35″N 78°45′04″O / 40.90972, -78.75111.

## Demografía
Según la Oficina del Censo en 2000 los ingresos medios por hogar en la localidad eran de $24,779 y los ingresos medios por familia eran de $32,768. Los hombres tenían unos ingresos medios de $26,389 frente a los $20,694 para las mujeres. La renta per cápita de la localidad era de $12,090. Alrededor del 17,3% de la población estaba por debajo del umbral de pobreza.